# Aleuropteryx punctata
Aleuropteryx punctata is een insect uit de familie van de dwerggaasvliegen (Coniopterygidae), die tot de orde netvleugeligen (Neuroptera) behoort. 
De wetenschappelijke naam Aleuropteryx punctata is voor het eerst geldig gepubliceerd door Meinander in 1974.